# Лісна Дача
Лісна Дача — селище в Україні, у Сєвєродонецькій міській громаді Сєвєродонецького району Луганської області. Населення становить 23 осіб. 
| Україна | Це незавершена стаття з географії України. Ви можете допомогти проєкту, виправивши або дописавши її. |